# Zwartkraagbuulbuul
De zwartkraagbuulbuul (Neolestes torquatus) is een zangvogel uit de familie Pycnonotidae (buulbuuls).

## Verspreiding en leefgebied
Deze soort komt voor van de savannen van Gabon tot Angola, zuidoostelijk Congo-Kinshasa en noordwestelijk Zambia.